# Mikroklan
Mikroklan – wysokonakładowy (do 100 tys.) miesięcznik komputerowy wydawany w latach 1986–1988 przez wydawnictwo Sigma-NOT w Warszawie. Od 1984 roku Mikroklan ukazywał się jako dział czasopisma „Informatyka” poświęcony mikrokomputerom.